# Florence Melnotte
Florence Melnotte, est une pianiste, compositrice, improvisatrice en jazz et musique improvisée, résidant à Genève.

## Biographie
De 1980 à 1991, elle fait des études musicales à l'École normale de musique de Paris avec Laurent Cugny et J.C Levinson. Elle a notamment joué avec Paul Melnotte, Thierry Arpino, Vincent Mascart, Nat Reeves, Jesse Hameen, Jean-Philippe Zwahlen, Maurice Magnoni, Denis Leloup, Philippe Aerts, Jonas Tauber, Dieter Ulrich, Gary Brunton, Antoine Ogay, Antoine Ogay, Béatrice Graf, Florence Chitacumbi, Dava Dana, Steve Clarck, Lynn Christie, Harry Allen, Brian Q.Torff, Jaimoeof Allman Brothers, Benoit Dunoyer de Segonzac, Jacques Siron, Sylvain Fournier.
De 1998 à 1999, elle enseigne à l'école de musique de Fairfield University and Neighborhood dans le Connecticut, aux États-Unis.
De 2000 à 2004, elle effectue une tournée en Afrique du Sud, en Amérique du Sud, au Mali, au Burkina Faso et aux États-Unis avec Four Roses.
De 2005 à 2007, elle enseigne au Conservatoire populaire de Genève.
Elle est considérée comme une membre importante de l'AMR à Genève.

## Discographie
- 2001 : Histoire d'eau, Four Roses (Altrisuoni, avec Béatrice Graf, Florence Chitacumbi, et Karoline Höfler).
- 2008-2009 : Another Great Day avec Brian Torff, représentations en France, en Suisse et aux États-Unis.
- 2010-2012 : Les Mystères de l'Ouest avec Jean-Jacques Pedretti et Nelson Schaer. Concerts en Suisse, au Festival de l'AMR[4].
- 2014 : Whynotmelnotte[5],[6]
- 2019 : Oogui - Travoltazuki, avec Vinz Vonlanthen et Sylvain Fournier.

## Prix dans des festivals de jazz
- 1993 : premier prix au tremplin du Val d'Oise avec le melnotte Quatuor à Florence[1].
- 1994 : premier prix au concours Jazz Sous les Pommiers[1].
- 1994 : deuxième prix au Concours national De la Défense[1].
- 1995 : premier prix au Tremplin jazz d'Avignon[1].
- 1997 : premier prix au tremplin jazz de Lorient[1].

## Concerts et tournées
- 1996 : tournée en Italie avec le réseau Europe Jazz, en Europe et au Sénégal avec le groupe Four Roses. Concerts et ateliers avec l'orchestre national du Sénégal[1].
- 1997 : tournée avec le quatuor Florence Melnotte au Petit Journal Montparnasse, Duc des Lombards, Festival d'Avignon, Festival d'Amiens[1].
- 1998-1999 : Concerts en Russie avec Four Roses[1]
- 2007 : Concerts et ateliers en Roumanie avec Brian Torff et des membres de l'IAJE (en).
- 2012-2014 : Concerts en solo en France, à Genève et au Festival de l'AMR.
- 2012: Solo au Festival de l'AMR[7] et du «Grand Ensemble Rousseau»[8].
- 2013: La Foire à Siron, Melnotte & Fournier[9].
- 2914: Solo, Festival de l'AMR[10].
- 2019: Oogui, avec Florence Melnotte aux claviers, Vinz Vonlanthen à la guitare électrique et Sylvain Fournier à la batterie, Festival de l'AMR[11].